# Webb City (Oklahoma)
Webb City és un poble dels Estats Units a l'estat d'Oklahoma. Segons el cens del 2000 tenia 95 habitants.

## Demografia
Segons el cens del 2000, Webb City tenia 95 habitants, 35 habitatges, i 28 famílies. La densitat de població era de 146,7 habitants per km².
Dels 35 habitatges en un 40% hi vivien nens de menys de 18 anys, en un 71,4% hi vivien parelles casades, en un 0% dones solteres, i en un 20% no eren unitats familiars. En el 20% dels habitatges hi vivien persones soles el 5,7% de les quals corresponia a persones de 65 anys o més que vivien soles. El nombre mitjà de persones vivint en cada habitatge era de 2,71 i el nombre mitjà de persones que vivien en cada família era de 3,04.
Per edats la població es repartia de la següent manera: un 30,5% tenia menys de 18 anys, un 7,4% entre 18 i 24, un 28,4% entre 25 i 44, un 18,9% de 45 a 60 i un 14,7% 65 anys o més.
L'edat mediana era de 36 anys. Per cada 100 dones de 18 o més anys hi havia 112,9 homes.
La renda mediana per habitatge era de 25.000 $ i la renda mediana per família de 17.500 $. Els homes tenien una renda mediana de 29.583 $ mentre que les dones 8.750 $. La renda per capita de la població era de 9.857 $. Entorn del 23,1% de les famílies i el 37,1% de la població estaven per davall del llindar de pobresa.

## Poblacions més properes
El següent diagrama mostra les poblacions més properes.